# Léa Palermo

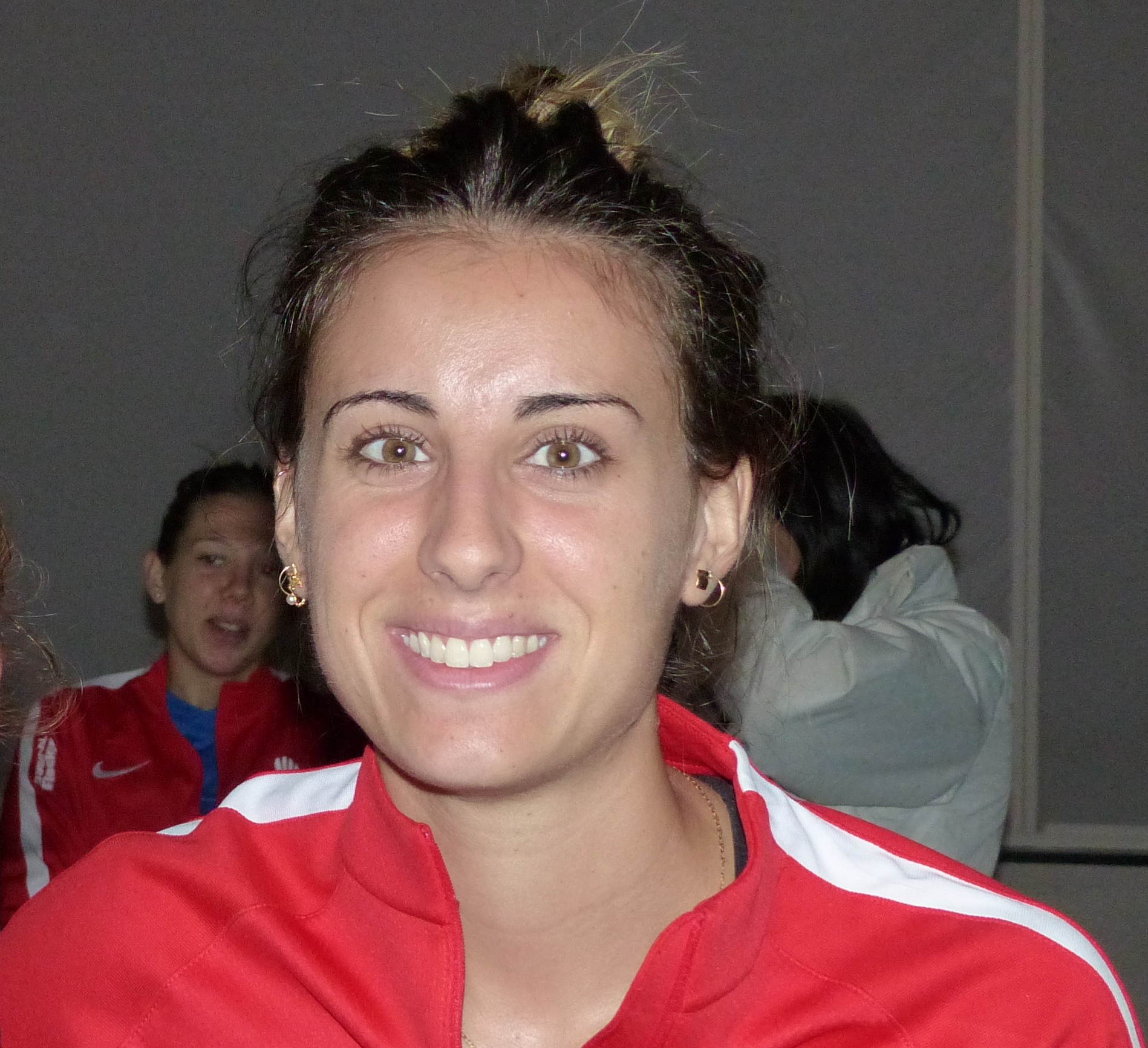
Léa Palermo 2017

Léa Palermo (* 7. Juli 1993 in Saint-Martin-d’Hères) ist eine französische Badmintonspielerin.

## Karriere
Palermo kam 2002 durch ihren Vater zum Badminton und gab drei Jahre später ihr internationales Debüt. 2008 wurde sie in den Kader französische Nationalmannschaft aufgenommen. 2009 wurde erstmals eine Europameisterschaft in der Altersklasse U17 ausgetragen, bei der Palermo die Bronzemedaille im Gemischten Doppel mit Joris Grosjean erspielte. Im folgenden Jahr vertrat sie Frankreich bei den Olympischen Jugend-Sommerspielen 2010 in Singapur. Bei den Französischen Juniorenmeisterschaften gewann sie vier Titel, bevor sie bei den Erwachsenen 2013 mit Lorraine Baumann Vizemeisterin wurde. 2015 zog Palermo mit Anne Tran ins Endspiel der Romanian International ein und siegte mit Bastian Kersaudy bei den Slovenia International zum ersten Mal bei einem internationalen Turnier der Badminton World Federation. Bei der Französischen Meisterschaft 2015 wurde sie erneut Zweite im Damendoppel. Im Folgejahr erspielte sie Silbermedaillen bei den Orléans International 2016 und den Estonian International 2016. An der Seite von Delphine Delrue wurde Palermo französische Meisterin und mit Kersaudy Dritte im Mixed. 2017 konnte sie die Finalspiele der Estonian International, den Orléans International, den St. Petersburg White Nights und der Czech Open erreichen und stand bei den Französischen Meisterschaften 2017 zweimal auf dem Podium.
Für Palermo war 2018 die bislang erfolgreichste Saison ihrer Karriere. So siegte sie mit Delrue bei den Mittelmeerspielen 2018, den Spanish International 2018 und den Belgian International 2018 und erreichte bei den Orléans Masters 2018 ihr erstes Endspiel bei einem Turnier der BWF World Tour. Im nächsten Jahr wurde sie bei den Irish Open 2019 Zweite, kam bei der nationalen Meisterschaft mit Gaëtan Mittelheisser unter die besten drei und triumphierte im Damendoppel. Bei der Mannschaftseuropameisterschaft 2020 der Damen gewann sie mit der französischen Mannschaft die Bronzemedaille. 2021 war sie Teil der französischen Auswahl, die erstmals bei einer Mannschaftseuropameisterschaft der Mixed-Teams das Finale erreichen konnte, in dem sie gegen die dänischen Rekordmeister unterlagen. Im gleichen Jahr vertrat sie Frankreich auch bei der Weltmeisterschaft der Damenmannschaften, dem Uber Cup 2020, wo sie sich in ihrem ersten Spiel des Turniers einen Kreuzbandriss zuzog.

## Sportliche Erfolge
| Jahr | Veranstaltung                            | Platz | Disziplin   | Spielpartner         |
| ---- | ---------------------------------------- | ----- | ----------- | -------------------- |
| 2009 | Junioreneuropameisterschaft 2009         | 3.    | Mixed       | Joris Grosjean       |
| 2011 | Französische Juniorenmeisterschaft 2011  | 1.    | Damendoppel | Lorraine Baumann     |
| 2011 | Französische Juniorenmeisterschaft 2011  | 1.    | Mixed       | Lucas Corvée         |
| 2012 | Französische Juniorenmeisterschaft 2012  | 1.    | Damendoppel | Lorraine Baumann     |
| 2012 | Französische Juniorenmeisterschaft 2012  | 1.    | Mixed       | Joris Grosjean       |
| 2013 | Französische Badmintonmeisterschaft 2013 | 2.    | Damendoppel | Lorraine Baumann     |
| 2015 | Romanian International 2015              | 2.    | Damendoppel | Anne Tran            |
| 2015 | Slovenia International 2015              | 1.    | Mixed       | Bastian Kersaudy     |
| 2015 | Französische Badmintonmeisterschaft 2015 | 2.    | Damendoppel | Anne Tran            |
| 2016 | Orléans International 2016               | 2.    | Damendoppel | Delphine Delrue      |
| 2016 | Estonian International 2016              | 2.    | Mixed       | Bastian Kersaudy     |
| 2016 | Französische Badmintonmeisterschaft 2016 | 1.    | Damendoppel | Delphine Delrue      |
| 2016 | Französische Badmintonmeisterschaft 2016 | 3.    | Mixed       | Bastian Kersaudy     |
| 2017 | Estonian International 2017              | 2.    | Damendoppel | Delphine Delrue      |
| 2017 | St. Petersburg White Nights 2017         | 2.    | Damendoppel | Delphine Delrue      |
| 2017 | Orléans International 2017               | 2.    | Damendoppel | Delphine Delrue      |
| 2017 | Czech Open 2017                          | 2.    | Mixed       | Bastian Kersaudy     |
| 2017 | Französische Badmintonmeisterschaft 2017 | 2.    | Damendoppel | Delphine Delrue      |
| 2017 | Französische Badmintonmeisterschaft 2017 | 3.    | Mixed       | Bastian Kersaudy     |
| 2018 | Spanish International 2018               | 1.    | Damendoppel | Delphine Delrue      |
| 2018 | Belgian International 2018               | 1.    | Damendoppel | Delphine Delrue      |
| 2018 | Mittelmeerspiele 2018                    | 1.    | Damendoppel | Delphine Delrue      |
| 2018 | Orléans Masters 2018                     | 2.    | Damendoppel | Delphine Delrue      |
| 2019 | Irish Open 2019                          | 2.    | Damendoppel | Delphine Delrue      |
| 2019 | Französische Badmintonmeisterschaft 2019 | 1.    | Damendoppel | Delphine Delrue      |
| 2019 | Französische Badmintonmeisterschaft 2019 | 3.    | Mixed       | Gaëtan Mittelheisser |
| 2020 | Mannschaftseuropameisterschaft 2020      | 3.    | Mannschaft  | Frankreich           |
| 2021 | Mannschaftseuropameisterschaft 2021      | 2.    | Mannschaft  | Frankreich           |